# كال سو وون
كال سو وون (بالكورية: 갈소원)‏ هي ممثلة كورية جنوبية. ولدت يوم 14 أغسطس 2006 في سول في كوريا الجنوبية.

## روابط خارجية
- كال سو وون على موقع IMDb (الإنجليزية)
- كال سو وون على موقع قاعدة بيانات الفيلم (الإنجليزية)